# Fas受容体
Fas受容体（Fasじゅようたい、英: Fas receptor、Fas、FasR）は、ヒトではFAS遺伝子にコードされるタンパク質であり、APO-1（apoptosis antigen 1、APT）、CD95（cluster of differentiation 95）、TNFRSF6（tumor necrosis factor receptor superfamily member 6）という名称でも知られる。Fasはヒト線維芽細胞株FS-7によって免疫化を行ったマウスによって産生されたモノクローナル抗体を用いて最初に同定された。そのため、Fasという名称はFS-7-associated surface antigenの略称に由来する。
Fas受容体は細胞表面に位置する細胞死受容体であり、そのリガンドであるFasリガンド（FasL）が結合した場合にプログラム細胞死（アポトーシス）をもたらす。この経路は2つのアポトーシス経路のうちの1つであり、もう1つはミトコンドリアを介した経路である。

## 遺伝子
Fas受容体をコードする遺伝子は、ヒトでは10番染色体の長腕（10q24.1）、マウスでは19番染色体に位置する。ヒトの遺伝子は+鎖に位置し、長さは25,255塩基対で、タンパク質をコードする9つのエクソンからなる構成をしている。進化的に関連した類似の配列（オルソログ）は、大部分の哺乳類に存在している。

## タンパク質
8種類のスプライスバリアントが同定されており、7種類のアイソフォームへと翻訳される。アポトーシスを誘導するFas受容体がアイソフォーム1とされており、I型膜貫通タンパク質である。他のアイソフォームの多くは稀なハプロタイプであり、多くの場合は疾患と関係している。アポトーシスを誘導する膜貫通型アイソフォームと可溶型アイソフォームは正常な産物であり、選択的スプライシングによるこれらのアイソフォームの産生は細胞毒性を有するRNA結合タンパク質TIA1によって調節される。
成熟型Fasタンパク質は319アミノ酸からなり、48 kDaと予測され、細胞外ドメイン、膜貫通ドメイン、細胞質ドメインの3つのドメインに分けられる。細胞外ドメインは157アミノ酸からなり、システイン残基に富む。膜貫通ドメインと細胞質ドメインはそれぞれ17アミノ酸、145アミノ酸からなる。エクソン1からエクソン5が細胞外領域をコードする。エクソン6は膜貫通領域、エクソン7からエクソン9は細胞内領域をコードする。

## 機能
Fasはリガンドの結合に伴って細胞死誘導性シグナル伝達複合体（death-inducing signaling complex、DISC）を形成する。隣接する細胞の表面の膜に固定されたFasリガンド三量体は、Fasのオリゴマー化を引き起こす。DISC中では、最大5分子から7分子のFasがオリゴマー化することが示唆されている。
その後のデスドメイン（DD）の凝集に伴って、受容体複合体は細胞のエンドソーム装置を介してインターナリゼーションされる。その結果、アダプター分子であるFADDは自身のDDを介してFasのDDに結合できるようになる。
FADDのN末端近傍にはデスエフェクタードメイン（DED）も存在し、カスパーゼ-8（FLICE）のDEDへの結合を促進する。その後、カスパーゼ-8はp10サブユニットとp18サブユニットへの切断によって自身を活性化し、これら2つのサブユニットは活性型のヘテロ四量体酵素を形成する。活性型のカスパーゼ-8はDISCから細胞質基質へ放出されて他のエフェクターカスパーゼを切断し、最終的にはDNAの分解、膜のブレブの形成やその他アポトーシスの顕著な特徴が引き起こされる。
発がんプログレッションの過程でFasは高頻度でダウンレギュレーションされるか、細胞はアポトーシス抵抗性を獲得するが、Fasは腫瘍の成長を促進することも示されている。Fasはアポトーシス感受性をもたらすにもかかわらず、がん細胞は一般的にFasの構成的活性に依存しており、がんが産生するFasリガンドによって刺激されている。
マウスモデルではこうしたFasの腫瘍成長促進が示されているが、ヒトのがんゲノミクスデータベースの解析では、FASは3131の腫瘍のデータセットで有意な局所的増幅はみられず、有意な局所的欠失がみられることから、ヒトではがん抑制因子として機能していることが示唆される。
培養細胞では、FasリガンドはFas受容体を介してさまざまな種類のがん細胞でアポトーシスを誘導する。AOM/DSS誘発性結腸がんやMCA誘発性肉腫のマウスモデルでは、Fasががん抑制因子として作用することが示されている。さらに、Fas受容体は腫瘍特異的細胞傷害性T細胞（CTL）による抗腫瘍細胞傷害も媒介する。よく知られた標的に対するCTLの抗腫瘍細胞傷害に加えて、Fasは標的抗原を発現していない（バイスタンダー）細胞に対しても腫瘍細胞死を誘導する別の機能を持つとされる。CTLを介したバイスタンダー細胞死は1986年に報告され、その後Fasを介した細胞溶解が原因であることがin vitroで示された。また、二重特異性抗体を用いたin vitroでの研究や、T細胞とCAR-T細胞を用いたin vivoでの研究でもFasを介したバイスタンダー腫瘍細胞の細胞死が実証されている。

## 相互作用
FASは次に挙げる因子と相互作用することが示されている。
- CASP8[22][23][24]
- CASP10（英語版）[25]
- CFLAR（英語版）[23][24]
- FADD[22][23][26][27][28][29]
- FASLG[22][30][31][32]
- PDCD6（英語版）[33]
- SUMO1（英語版）[34][35]

## 関連文献
- “Apoptosis by death factor”. Cell 88 (3):  355–65. (February 1997). doi:10.1016/S0092-8674(00)81874-7. PMID 9039262.
- “Soluble Fas/Apo-1 splicing variants and apoptosis”. Frontiers in Bioscience 1 (4):  d12-8. (January 1996). doi:10.2741/A112. PMID 9159204.
- “Bruton's tyrosine kinase (BTK) as a dual-function regulator of apoptosis”. Biochemical Pharmacology 56 (6):  683–91. (September 1998). doi:10.1016/S0006-2952(98)00122-1. PMID 9751072.
- “CD95's deadly mission in the immune system”. Nature 407 (6805):  789–95. (October 2000). Bibcode: 2000Natur.407..789K. doi:10.1038/35037728. PMID 11048730.
- “The multifaceted role of Fas signaling in immune cell homeostasis and autoimmunity”. Nature Immunology 1 (6):  469–74. (December 2000). doi:10.1038/82712. PMID 11101867.
- “Death receptor Fas and autoimmune disease: from the original generation to therapeutic application of agonistic anti-Fas monoclonal antibody”. Cytokine & Growth Factor Reviews 13 (4–5):  393–402. (2003). doi:10.1016/S1359-6101(02)00024-2. PMID 12220552.
- “Fas ligand/Fas system in the brain: regulator of immune and apoptotic responses”. Brain Research. Brain Research Reviews 44 (1):  65–81. (January 2004). doi:10.1016/j.brainresrev.2003.08.007. PMID 14739003.
- “Development of lymphoma in Autoimmune Lymphoproliferative Syndrome (ALPS) and its relationship to Fas gene mutations”. Leukemia & Lymphoma 45 (3):  423–31. (March 2004). doi:10.1080/10428190310001593166. PMID 15160902.